# I Medici (serie televisiva)
I Medici (Medici) è una serie televisiva ideata da Frank Spotnitz e Nicholas Meyer, trasmessa dal 18 ottobre 2016 all'11 dicembre 2019 su Rai 1.
La serie, di coproduzione anglo-italiana, descrive l'ascesa della famiglia Medici, casata a capo della città di Firenze durante il Rinascimento, e le numerose traversie affrontate dalla stessa con le altre famiglie rivali e i tentativi di spodestamento. Trae ispirazione da fatti realmente avvenuti e persone realmente esistite, seppur romanzati per rendere più appetibili le vicende al pubblico televisivo. Il protagonista della prima stagione (Medici: Masters of Florence) è Cosimo de' Medici, interpretato da Richard Madden, succeduto al padre come capo della famiglia e che insieme al fratello Lorenzo, interpretato da Stuart Martin, dovrà dimostrare di essere all'altezza del compito affidatogli dal padre. Tra gli altri interpreti principali figurano Dustin Hoffman, Guido Caprino, Alessandro Sperduti, Annabel Scholey, Lex Shrapnel, Frances Barber, Alessandro Preziosi, Sarah Felberbaum e Brian Cox. La seconda stagione (Medici: The Magnificent) in italiano si chiama I Medici - Lorenzo il Magnifico e vede come protagonista appunto il nipote di Cosimo, Lorenzo de' Medici detto il "Magnifico", interpretato da Daniel Sharman. Il titolo della terza stagione è I Medici - Nel nome della famiglia.
La serie è stata diffusa in Italia da Rai 1 dal 18 ottobre 2016, e gli otto episodi della prima stagione sono stati anche trasmessi nello standard 4K HDR sul canale Rai 4K: fu la prima volta nella storia della televisione italiana che una serie televisiva venne trasmessa in Ultra HD. Lo stesso giorno della messa in onda del primo episodio, la Rai pubblicò in anteprima sul portale Rai Play i primi cinque minuti dell'episodio. La seconda stagione è stata trasmessa dal 23 ottobre 2018. La terza stagione conclusiva è andata in onda dal 2 all'11 dicembre 2019.
La sigla dei titoli di testa della prima stagione è Renaissance, cantata da Skin, mentre la sigla della seconda e della terza stagione è Revolution Bones, una variazione di Renaissance della stessa cantante.

## Trama

### Prima stagione: Masters of Florence
Firenze, 1429. Giovanni de' Medici è un ricco banchiere che rappresenta anche una delle forze politiche più importanti della Signoria di Firenze. Ha un piano per aumentare il suo potere familiare, stringendo un accordo con la Chiesa di Roma. L'elezione di un nuovo Papa sta per avvenire e Giovanni manda i suoi figli Cosimo e Lorenzo a Roma, al fine di incoraggiare l'elezione di un Papa che sia vicino alla propria famiglia.
A Roma, Cosimo, affascinato dalla bellezza delle antiche architetture e dell'arte, incontra Donatello ed una delle sue modelle Bianca. Cosimo si innamora di lei, ma viene poi costretto a lasciarla per sposare Contessina de' Bardi, attraverso un matrimonio politico organizzato da Giovanni e dal padre di Contessina. Viene eletto a Papa il candidato dei Medici, evento che assicura alla banca dei Medici un potere economico senza pari, grazie alla possibilità di gestire il conto papale e di raccogliere le decime per conto della Chiesa in tutta Europa. Vent'anni dopo, Giovanni viene misteriosamente ucciso ed i fratelli Cosimo e Lorenzo cercano di indagare segretamente sulla sua morte. Nel frattempo, la situazione politica in città è turbata da trame contro il potere della famiglia Medici e la loro visione per il futuro di Firenze (che porterà poi al Rinascimento) è in pericolo.
Il sogno di Cosimo è quello di completare il Duomo di Firenze, ma nessun architetto sembra avere una soluzione fattibile a causa della forma che ha la base della cupola. Alla fine, Filippo Brunelleschi si presenta a Cosimo e gli mostra i piani per la cupola del Duomo. Cosimo decide di fidarsi del Brunelleschi e fa iniziare la costruzione della cupola, portando lavoro, competenze e persone a Firenze. Nel frattempo, il mistero che circonda la morte di Giovanni si infittisce e Rinaldo Albizzi, il principale avversario di Cosimo nella Signoria, cerca di bloccare la costruzione della cupola del Duomo e di incitare il popolo ad insorgere contro i Medici.

### Seconda stagione:Lorenzo il Magnifico
Sono passati vent'anni dagli eventi della prima stagione. Piero (il figlio di Cosimo) e sua moglie Lucrezia sono ora a capo della famiglia. Il potere dei Medici si è consolidato nel tempo, ma un tentativo di assassinio di Piero mette in luce la sua cattiva gestione della banca di famiglia. La famiglia Sforza ha il debito maggiore nei confronti della banca e riesce a stringere un accordo con Piero per cancellare i propri debiti. La soluzione proposta da Sforza comporterebbe anche l'invasione di Firenze.
Perciò, in questo momento storico, Lorenzo de' Medici (anche noto come Lorenzo il Magnifico) e suo fratello Giuliano si trovano a dover fronteggiare una grave crisi del banco familiare, inasprita dalla debolezza del loro padre Piero, gravemente malato di gotta. Lorenzo, il figlio di Piero, per evitare la caduta di Firenze, assume il ruolo di suo padre sia nel governo della Signoria che come capo della famiglia, evitando l'invasione di Firenze. Sebbene abbia una relazione con una donna sposata, Lucrezia Donati, Lorenzo accetta infine il matrimonio con una ricca nobildonna romana, Clarice Orsini. Suo fratello Giuliano ed il suo caro amico Sandro Botticelli, si incontrano entrambi con Simonetta, innamorandosene ambedue, anche se in modi diversi. L'interesse di Botticelli è di tipo artistico e porta alla realizzazione dell'opera pittorica Venere e Marte, in cui Simonetta è rappresentata accanto a Giuliano.
A tutto ciò si aggiunge la rivalità con un'altra famiglia fiorentina, che vorrebbe strappare ai Medici il ruolo di banca del Papa, la famiglia nobiliare dei Pazzi, nel suo rappresentante principale di Jacopo. La famiglia Pazzi, guidata da Jacopo Pazzi e suo nipote Francesco, unisce le sue forze con quelle del Papa per aumentare il controllo della Chiesa sui territori e le miniere circostanti, in opposizione alla politica dei Medici. Questo argomento, alla fine, porterà ad una cospirazione per uccidere Lorenzo (e anche suo fratello), nel tentativo di mettere fine al suo potere ed al suo sogno di una Firenze pacifica e culturalmente viva. In un crescendo di scontri tra i due schieramenti, si distingue la coppia formata da Bianca de' Medici (sorella di Lorenzo e Giuliano) e da Guglielmo de' Pazzi (nipote ex fratre di Jacopo), che si amano segretamente e cercano di disinnescare i conflitti. Tuttavia lo scontro tra le famiglie sarà inevitabile, fino a raggiungere il culmine nella nota vicenda della Congiura dei Pazzi.

### Terza stagione:Nel nome della famiglia
Questa stagione continua immediatamente le vicende storiche di quella precedente. A seguito del fallimento della Congiura dei Pazzi, Lorenzo deve ancora affrontare una coalizione militare formata dall'unione delle truppe degli Stati Pontifici e di quelle del Regno di Napoli, guidata dall'ambizioso Girolamo Riario, il crudele nipote di Papa Sisto IV. Lorenzo, dunque, intraprende un viaggio diplomatico a Napoli, riuscendo poi a negoziare una pace separata.
Dopo che sono passati diversi anni dalla Congiura dei Pazzi, Lorenzo de' Medici si ritrova a dover difendere la città di Firenze dall'armata pontificia, le cui truppe sono comandate da Girolamo Riario, l'ultimo responsabile della morte di Giuliano de' Medici a non essere ancora stato impiccato. Lorenzo, uomo ormai adulto, consapevole del proprio potere e della necessità di difenderlo per il bene di Firenze, deve superare molti ostacoli per salvaguardare la città, a partire dall'opposizione dei Priori fiorentini e, in particolare, di Niccolò Ardinghelli. Per la prima volta compare Giulio De' Medici – figlio illegittimo del defunto Giuliano – il quale viene accolto nella famiglia Medici, dapprima e soprattutto dalla madre del Magnifico, Lucrezia Tornabuoni, poi anche dal capo famiglia.
Clarice Orsini, moglie di Lorenzo, comincia a subentrare a Lucrezia nella posizione di matriarca della famiglia e sarà nuovamente messa alla prova dalla presenza di Lucrezia Donati, la donna amata in gioventù dal marito e moglie di Ardinghelli, e da una nuova figura, Ippolita Maria Sforza, incontrata da Lorenzo nel viaggio a Napoli per cercare la pace con il re di Napoli Ferrante d'Aragona. Di ritorno è anche la sorella Bianca de' Medici, esiliata perché moglie di Guglielmo de' Pazzi, che sarà un sostegno ed un aiuto al fratello quando più ne avrà bisogno. La figura storica di Girolamo Savonarola compare a Firenze, inizialmente come amico del Magnifico, poi come suo avversario.

## Episodi
| Stagione         | Episodi | Prima TV Italia |
| ---------------- | ------- | --------------- |
| Prima stagione   | 8       | 2016            |
| Seconda stagione | 8       | 2018            |
| Terza stagione   | 8       | 2019            |

## Personaggi e interpreti

### Personaggi principali
- Cosimo de' Medici detto Il Vecchio (stagione 1), interpretato da Richard Madden, doppiato in italiano da Lino Guanciale.
Figlio di Giovanni e protagonista della prima stagione. Viene obbligato dal padre ad abbandonare i propri sogni di gioventù per diventare un banchiere, Cosimo infatti vorrebbe diventare un artista e vivere la sua storia d'amore con la bella Bianca, una popolana e sua prima fiamma. Per mezzo di un matrimonio combinato sposa la nobile e saggia Contessina de' Bardi, da cui avrà il suo unico figlio Piero. Cosimo mette sempre il bene e la stabilità del suo casato sempre al primo posto e a fine serie educa il figlio Piero affinché un giorno possa prendere il suo posto. Più volte si scontra aspramente con i suoi più grandi nemici, gli Albizzi e i Pazzi. Il suo matrimonio con Contessina non è mai del tutto sereno, in quanto in lei Cosimo vede spesso ciò che gli è stato negato e tolto in passato, sebbene in più occasioni mostra di tenere sinceramente alla moglie e di stimare la sua forza. Più tardi avrà un altro figlio, questa volta illegittimo, dalla sua schiava ed amante Maddalena e incoraggiato da Contessina deciderà di tenerlo e crescerlo.
- Lorenzo di Giovanni de' Medici (stagione 1), interpretato da Stuart Martin, doppiato in italiano da Fabio Boccanera.
Fratello minore di Cosimo, più sfrontato e orgoglioso, spesso dedito ai piaceri della carne, ma che ama tantissimo la sua famiglia e non esita mai a proteggere il suo casato. Durante la serie si capisce essere innamorato di Rosa, una umile paesana, che però il padre aveva crudelmente cacciato e alla fine scopre da Ugo che la ragazza, incinta di lui, è in realtà morta insieme al bambino durante il travaglio, rimanendone profondamente scosso. È molto legato al fratello Cosimo, al nipote Piero, alla giovane Lucrezia ed anche alla cognata Contessina, intrattenendo con lei un rapporto molto fraterno, ed è geloso di Marco Bello, poiché teme che suo fratello lo ami più di lui.
- Giovanni de' Medici (stagione 1), interpretato da Dustin Hoffman, doppiato in italiano da Stefano De Sando.
Patriarca opportunista e severo della famiglia che muore avvelenato. Pur di ottenere più potere e raggiungere i suoi scopi non esita a sfruttare qualunque mezzo, anche i suoi stessi figli pur amandoli, infatti pur di far fare loro la sua volontà fa allontanare da loro le due donne che hanno amato.[10]
- Contessina de' Bardi (stagioni 1-2), interpretata da Annabel Scholey, doppiata in italiano da Chiara Colizzi.
Moglie di Cosimo e madre di Piero. Anche lei come il marito viene costretta dal padre a mettere da parte la sua felicità accettando l'unione con il giovane Medici, per pensare alla famiglia andata in bancarotta a causa di un debito non saldato. Donna decisa, molto forte, saggia e intelligente, è una moglie fedele e paziente. Sebbene ci siano frequenti dissapori e tensioni tra di loro, tiene molto a Cosimo nonostante lui la tratti con freddezza e con il tempo impara ad amarlo e a farsi anche ascoltare da lui. È una madre autorevole ma molto legata al figlio Piero, infatti lo sprona a credere nelle sue qualità, ed è sinceramente affezionata anche alla nuora Lucrezia, la quale vede nella suocera una figura materna di riferimento, e alla sua dama di compagnia Emilia. Nella seconda stagione, ormai anziana, è una nonna risoluta e decisa, ma molto amorevole verso il nipotino Lorenzo e durante la sua infanzia gli trasmette dei sani principi affinché egli un giorno diventi un grande e nobile signore che guidi e protegga Firenze.
- Marco Bello (stagioni 1-2), interpretato e doppiato in italiano da Guido Caprino.
Aiutante e fedele amico di Cosimo da molti anni sarà lui, su ordine del Medici, a cercare informazioni e ad indagare sulla morte di Giovanni. Anche lui verso la fine della serie si legherà molto a Maddalena diventando quasi amanti. In seguito insieme a Contessina si occuperà di crescere Lorenzo il Magnifico.
- Piero de' Medici (stagioni 1-2), interpretato da giovane da Alessandro Sperduti (stagione 1), doppiato in italiano da se stesso; interpretato da adulto da Julian Sands (stagione 2) e doppiato in italiano da Riccardo Polizzy Carbonelli.
Figlio di Cosimo e Contessina, marito di Lucrezia e padre di Lorenzo. Nella prima stagione fatica a farsi accettare dal padre, che lo vede debole, come suo erede ma riuscirà a riscattarsi con un discorso che convince tutta la Signoria. È molto legato ai suoi figli ed è profondamente innamorato di sua moglie Lucrezia. Nella seconda stagione è ormai anziano e gravemente malato di gotta; muore nel secondo episodio.
- Ugo Bencini (stagione 1), interpretato da Ken Bones, doppiato in italiano da Angelo Nicotra.
Amministratore della banca dei Medici e fedelissimo consigliere e servo del casato Medici. Ha servito prima Giovanni e poi Cosimo, al quale assieme a Lorenzo è affezionato. Verso la fine della prima stagione si scopre essere proprio lui l'assassino di Giovanni, poiché non gli perdonava la crudeltà che aveva riversato verso la povera Rosa, l'amata di Lorenzo.
- Rinaldo degli Albizzi (stagione 1), interpretato da Lex Shrapnel, doppiato in italiano da Alessio Cigliano.
Membro della famiglia Albizzi, un tempo amico e ora acerrimo nemico di Cosimo. Il suo odio per i Medici lo porta a voler distruggere completamente il casato rivale e quasi riesce nel suo intento, facendo all'inizio condannare a morte Cosimo per tradimento. Appartiene a una delle famiglie più nobili di Firenze e viene ucciso brutalmente assieme al figlio Ormanno.[11]
- Andrea de' Pazzi (stagione 1), interpretato da Daniel Caltagirone, doppiato in italiano da Francesco Prando.
Membro della Signoria e banchiere di una delle banche più importanti di Firenze e della Penisola. Assieme ad Albizzi è uno dei principali nemici del casato Medici. La sua casata continuerà ad essere il principale rivale e più grande nemico politico e sociale anche durante la generazione di Lorenzo De Medici, detto il Magnifico.
- Lucrezia Tornabuoni (stagioni 1-3), interpretata da giovane da Valentina Bellè (stagione 1), doppiata in originale da Aisling Franciosi e in italiano da se stessa; interpretata da adulta da Sarah Parish (stagioni 2-3), doppiata in italiano da Cinzia De Carolis.
Moglie di Piero e madre del futuro Lorenzo de' Medici.[10] È una moglie fedele, amorevole e rispettosa verso suo marito. Nella prima stagione subisce un aborto spontaneo che la fa molto soffrire, perché teme di non potere più avere figli, ma viene consolata dalla suocera Contessina, che da sempre la tratta come una figlia e dalla quale Lucrezia prende esempio. Nella seconda stagione, ormai adulta, è una madre protettiva e presente per i suoi figli e affronta prima la malattia e poi la morte dell'amato marito e prende attivamente parte alla vita politica e sociale di Firenze, consigliando saggiamente i figli Lorenzo e Giuliano sulle alleanze e le decisioni da prendere. Diventa suocera della mite Clarice e le due legano tantissimo come madre e figlia. Assiste impotente e con orrore all'assassinio del figlio Giuliano per mano dei Pazzi rimanendone profondamente segnata e sconvolta. Nella terza stagione, ancora molto addolorata per la morte di Giuliano, accoglie il figlio illegittimo di lui, Giulio, e si occupa a crescerlo insieme agli altri adorati nipoti riversando su di loro tutto il suo affetto e le sue energie. Muore alla fine per dei problemi ai polmoni dopo aver rivisto il suo amato Giuliano.
- Filippo Brunelleschi (stagione 1), interpretato da Alessandro Preziosi, doppiato in originale da Jeremy Nicholas e in italiano da se stesso.
Eccentrico architetto fiorentino, progettista della cupola della cattedrale di Santa Maria del Fiore.[10]
- Ormanno degli Albizzi (stagione 1), interpretato da Eugenio Franceschini, doppiato in originale da Alex Wells-King e in italiano da se stesso.
Figlio di Rinaldo. È molto legato al padre ed ha buone relazione con la famiglia dei Pazzi.
- Maddalena (stagione 1), interpretata e doppiata in italiano da Sarah Felberbaum.
Bella, avvenente e sensuale serva che diventa amante di Cosimo dopo averla conosciuta a Venezia, tanto da seguirlo a Firenze. Cosimo attraverso di lei rivede il suo primo amore, Bianca, e ritorna ai suoi tempi giovanili trasmettendole la passione per l'arte e il disegno. Orgogliosa e forte, a Firenze è trattata con sufficienza dalla servitù e nonostante ricordi a Contessina e a Lucrezia i tradimenti di Cosimo, la prima decide di aiutarla a mantenere il bambino di Cosimo che Maddalena porta in grembo. Si lega a Marco Bello, diventandone quasi amante.[10]
- Bianca (stagione 1), interpretata e doppiata in italiano da Miriam Leone.
Bellissima e razionale lavandaia romana e prima donna di Cosimo, da lui molto amata e con la quale ha intrattenuta una tanto appassionata relazione, seppur breve poiché costretta e pagata dal padre di lui, Giovanni, a sparire. È anche la musa ispiratrice dei giovani artisti romani e lavora nello studio di Donatello.
- Ricciardo (stagione 1), interpretato da Michael Schermi, doppiato in originale da Callum Cameron e in italiano da se stesso.
Cittadino di Firenze fedele ai Medici.
- Emilia (stagione 1), interpretata e doppiatain italiano da Tatjana Nardone.
Fedele dama di compagnia di Contessina e sua confidente, molto affezionata e devota alla sua padrona.
- Alessandra Ricco (stagione 1), interpretata e doppiata in italiano da Valentina Cervi.
Moglie di Rinaldo degli Albizzi e madre di Ormanno.
- Bernardo Guadagni (stagione 1), interpretato da Brian Cox, doppiato in italiano da Bruno Alessandro.
Mastro della Signoria.
- Lorenzo de' Medici detto il Magnifico (stagioni 2-3), interpretato da Daniel Sharman[12], doppiato in italiano da Francesco Pezzulli.
Figlio maggiore di Piero de' Medici e di Lucrezia Tornabuoni, chiamato così in onore dell'adorato zio ucciso nella prima stagione. Dal 1469 al 1492 ricoprirà la carica di Signore di Firenze sopravvivendo miracolosamente alla Congiura dei Pazzi del 1478. Viene cresciuto ed educato anche dalla nonna Contessina, alla quale era affezionato, e cercherà sempre di mettere in pratica i suoi insegnamenti e saggi consigli. Nella seconda stagione è un giovane ragazzo molto determinato, ambizioso e sognatore, di nobile animo, che desidera solo il meglio per la sua amata Firenze, volendo renderla il cuore pulsante dell'Europa con la grande bellezza dell'arte, della filosofia, della storia, della poesia e dell'architettura, oltre che la politica a cui prontamente si dedica. Sposa Clarice Orsini e diventa padre di Piero, Giovanni e Maddalena. Nella seconda serie è molto legato ai fratelli Bianca e Giuliano e ha un brutale cambiamento, radicale e repentino, dopo la tragica morte di quest'ultimo. Era l'amante di Lucrezia Donati, che lascia a causa del sentimento che lo lega alla moglie Clarice, ma rimane lo stesso con lei in ottimi rapporti di amicizia. Teneva molto all'amicizia con Francesco Pazzi, nata quando erano bambini, ma a seguito del tradimento di lui che ha portato la morte del fratello Giuliano, Lorenzo desideroso di vendetta vuole far cancellare il nome dei Pazzi per sempre dalla storia. Durante la terza serie, ormai pieno di rabbia, plasmato dalla vendetta e unicamente concentrato sulle proprie ambizioni, Lorenzo ha sempre più forti contrasti con il conte Girolamo Riario prima e con il frate Girolamo Savonarola poi. Per ottenere più potere continua a far emergere il lato più egoista e opportunista del suo carattere, litigando spesso con i membri della sua famiglia che non lo riconoscono più. Fa molta fatica ad essere un buon padre per il suo primogenito Piero e non riesce a riprendersi dalla morte dell'amata Clarice. Muore infine di gotta in mezzo ai suoi cari nell'ultimo episodio.[13]
- Giuliano de' Medici (stagione 2, ricorrente stagione 3), interpretato da Bradley James[14], doppiato in italiano da Emiliano Coltorti.
Fratello di Lorenzo il Magnifico e di Bianca, è un giovane ribelle, sfrontato e diretto, ma prevalentemente di buon cuore e grande intuito cerca sempre di aiutare il fratello. È molto legato ai suoi fratelli Bianca e Lorenzo e ha un grande attaccamento per le donne e il vino, ma cambierà dopo l'incontro con la bellissima Simonetta Vespucci, della quale si innamora perdutamente e con la quale vivrà una relazione clandestina colma di passione. La sua storia con Simonetta si interrompe bruscamente e raggiunge l'amata quando apprende dei suoi problemi di salute assistendo impotente alla sua morte, rimanendone dilaniato. Verrà assassinato durante la Congiura Dei Pazzi sotto gli occhi della madre, di Clarice e di Lorenzo. Nonostante non se ne lamenti, soffre nello stare all'ombra del fratello maggiore. Nella terza stagione viene presentato suo figlio naturale Giulio, futuro Papa nato dalla relazione con la popolana Fioretta Gorini.[13]
- Jacopo de' Pazzi (stagione 2), interpretato da Sean Bean, doppiato in italiano da Tommaso Ragno.
Figlio di Andrea de' Pazzi, era legato alla famiglia Medici dal matrimonio di suo nipote Guglielmo con Bianca de' Medici, sorella di Lorenzo, ed ebbe a trovarsi contro la stessa famiglia Medici per questioni legate a eredità e per altri malumori derivati dalla supremazia politica ed economica di Lorenzo nella città di Firenze. Uomo fortemente subdolo, manipolatore, opportunista e avido è sempre pronto a spargere veleno e sfruttare il nipote Francesco per ottenere ciò che vuole. Verrà impiccato in seguito al fallimento della Congiura contro i rivali.
- Francesco de' Pazzi (stagione 2), interpretato da Matteo Martari, doppiato in originale da Jack Hickey e in italiano da se stesso.[15]
Nipote di Jacopo de' Pazzi e fratello di Guglielmo, verrà impiccato su ordine di Lorenzo in seguito al fallimento della Congiura. Da bambino era grande amico di Lorenzo, ma Jacopo li aveva allontanati. A differenza di Francesco, però, Lorenzo tiene ancora molto a quell'amicizia. Riconciliato per un breve periodo con il Magnifico, sarà il padrino del suo primogenito Piero. Durante il matrimonio di Bianca, ha modo di conoscere Novella Foscari, di cui si innamora quasi all'istante e che sposerà grazie a Clarice, salvo poi ripudiarla perché, manipolato da Jacopo, crede che sia una spia di Lorenzo.
- Luca Soderini (stagione 2), interpretato e doppiato in italiano da Filippo Nigro.
Messere fedele a Lorenzo e per questo ucciso dai Pazzi.
- Lucrezia Donati (stagioni 2-3), interpretata e doppiata in italiano da Alessandra Mastronardi.[16] Bellissima moglie del mercante Niccolò Ardinghelli, importante e grande uomo d'affari, era l’amante di Lorenzo che conosceva e frequentava da quando erano due adolescenti. I due erano legati da un forte sentimento a cui però lui rinuncia dopo il matrimonio con Clarice, ma Lorenzo conserverà per sempre un prezioso ricordo di lei, ricordandola come il suo primo amore. Nonostante ciò, Lucrezia dimostra più volte di non serbare alcun rancore per questa scelta, diventando col tempo buona amica di Clarice e continuando a sostenere e ad aiutare Lorenzo anche contro il marito. È una donna molto colta, determinata ed indipendente per la sua epoca, ed è sempre dalla parte dei più poveri e dei bisognosi.
- Clarice Orsini (stagioni 2-3), interpretata da Synnøve Karlsen,[17] doppiata in italiano da Monica Bertolotti.
È la gentile, saggia e coraggiosa moglie di Lorenzo e madre premurosa di Piero, Giovanni e Maddalena. Viene introdotta nel secondo episodio della seconda stagione, in cui afferma di volere prendere i voti e in cui si palesa la forte amicizia che la lega a Carlo, zio di Lorenzo. Sempre pronta ad aiutare i più bisognosi, è una donna molto pia ed onesta oltre ad essere molto devota e rispettosa nei confronti della chiesa e verso Dio, che ama profondamente. Ama molto suo marito e lo sostiene in ogni occasione. Nella terza stagione succede alla suocera Lucrezia nell'amministrazione della banca di famiglia. Nella terza stagione soffre immensamente per il cambiamento del marito, rendendosi conto di quanto Lorenzo sia diventato opportunista e corrotto. Morirà a seguito di un violento malessere interiore durante un rito penitenziale celebrato da Savonarola, durante il quale aveva scoperto che Lorenzo le aveva mentito riguardo alla morte del loro amico Tommaso Peruzzi, rimanendone devastata e viene soccorsa da Lucrezia Donati, con la quale nel frattempo era diventata amica. La sua improvvisa e prematura scomparsa segnerà ancora più profondamente la salute già compromessa del marito Lorenzo.
- Bianca de' Medici (stagione 2, ricorrente stagione 3), interpretata da Aurora Ruffino, doppiata in originale da Peta Cornish e in italiano da se stessa.[18]
Bella e romantica sorella minore di Lorenzo il Magnifico e di Giuliano e in seguito moglie di Guglielmo de' Pazzi, di cui è molto innamorata e con il quale inizialmente intrattiene una relazione clandestina, avrà una figlia e verrà poi esiliata da Firenze dopo la Congiura dei Pazzi. Alla fine della terza stagione, torna nella sua città natale per presenziare al funerale dell'affezionata cognata Clarice e per stare accanto al fratello, ormai gravemente malato e in fin di vita. Nonostante Lorenzo l'abbia esiliata anni prima, ella dimostra di non portargli rancore, anzi: gli è molto legata e gli rimane accanto fino alla fine.
- Papa Sisto IV (stagioni 2-3), interpretato e doppiato in italiano da Raoul Bova (stagione 2), interpretato da John Lynch e doppiato in italiano da Stefano Alessandroni (stagione 3).
L’ex cardinale Della Rovere viene convinto dai Pazzi a eliminare i Medici. Una volta fallito il tradimento, comincerà a mettere i bastoni tre le ruote, ma rimanendo ancora leale al nipote Girolamo Riario, l'ultimo dei congiurati, ma la sua morte e l'ascesa di Innocenzo VIII faranno sì che Riario perda sempre più potere.
- Sandro Botticelli (stagioni 2-3), interpretato da Sebastian de Souza, doppiato in italiano da Stefano Sperduti.
Pittore e grande amico di infanzia dei Medici. È cresciuto insieme a Lorenzo e Giuliano, infatti sono come fratelli. La sua musa è Simonetta Vespucci, della quale è innamorato e per questo geloso di Giuliano. Nella terza serie è molto affezionato al piccolo Giovanni, che vuole fare l'artista, ma entra in conflitto con Lorenzo, ormai corrotto. I due amici si riconciliano solo sul letto di morte di Lorenzo.
- Carlo de' Medici (stagioni 2-3), interpretato da Callum Blake, doppiato in italiano da Daniele Raffaeli. 
Zio di Lorenzo e Giuliano che si occuperà di combinare il matrimonio tra il nipote e Clarice Orsini e che verrà poi minacciato da Montesecco. Ha la stessa età del nipote Lorenzo, che considera un fratello ed è molto legato a Clarice. Nella terza stagione si occupa di Giovanni e Giulio, futuri Papi, che si trovano a Roma per prendere i voti. Cercherà inoltre di parlare con il Papa per far sì che Giovanni diventi cardinale. Rimane insieme a Lorenzo fino alla morte di quest'ultimo.
- Girolamo Riario (stagioni 2-3), interpretato da Marius Bizău (stagione 2) e da Jack Roth (stagione 3), doppiato in italiano da Stefano Crescentini (stagione 3).
Signore di Imola e capitano generale della Chiesa sotto lo zio Sisto IV, organizza la Congiura con i Pazzi ma da Imola non arriverà in tempo a Firenze in soccorso dei traditori. Nella terza stagione continuerà ad avversare Lorenzo, ma alla morte di Sisto IV comincerà a perdere sempre più potere e dopo l'elezione di Innocenzo VIII viene ucciso fuori da Castel Sant'Angelo, consegnato da sua moglie Caterina nelle mani di Lorenzo che finalmente vendica la morte del fratello.
- Girolamo Savonarola (stagione 3), interpretato da Francesco Montanari, doppiato in originale da Peter Gaynor e in italiano da se stesso. Frate dapprima amico di Lorenzo, finisce per essere suo avversario e ostacolarlo con i suoi sermoni. Non avrà pietà per il Medici neanche sul suo letto di morte sebbene quest'ultimo gli avesse salvato la vita dall'attacco dei mercenari.
- Bruno Bernardi (stagione 3), interpretato da Johnny Harris, doppiato in italiano da Massimo Rossi.
Nato Bruno Battista, è il fratello del Gonfaloniere di Sarzana, scrivano della Signoria di Firenze e consigliere di Lorenzo. È un uomo ambiguo e senza scrupoli, per la sua malvagità verrà linciato e impiccato dalla folla in seguito all'agguato a Savonarola.
- Tommaso Peruzzi (stagione 3), interpretato da Toby Regbo, doppiato in italiano da Manuel Meli.
Giovane membro prima dei Priori e poi dei Dieci, è un ragazzo molto forte, buono e onesto, che ha a cuore la libertà di Firenze. Pagherà a caro prezzo la propria integrità, poiché scoprirà il giro di affari sporchi della banca dei Medici e sarà sul punto di rendere la cosa di dominio pubblico, ma verrà ucciso da Bernardi prima di riuscirci.

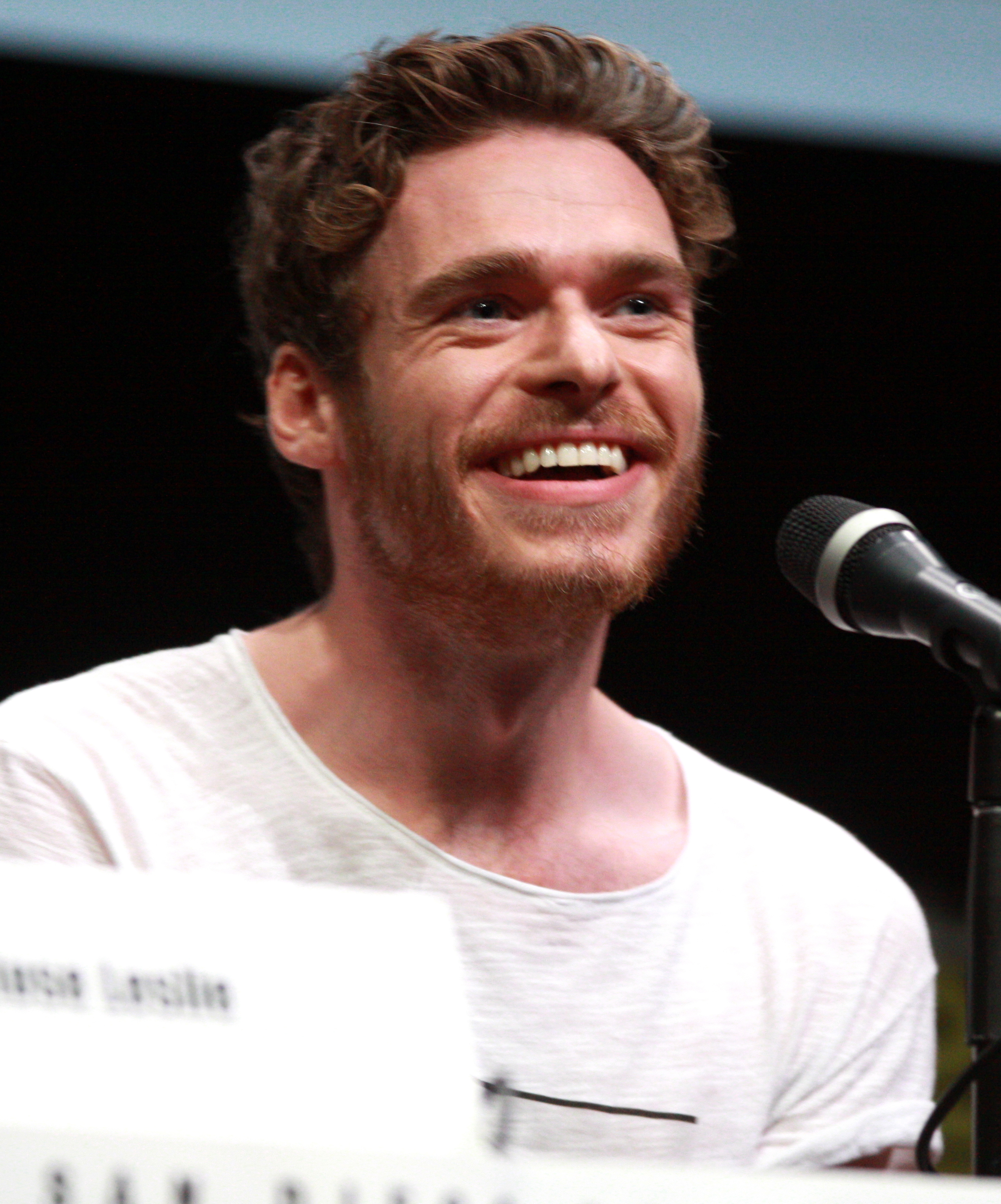
Richard Madden interpreta Cosimo il Vecchio
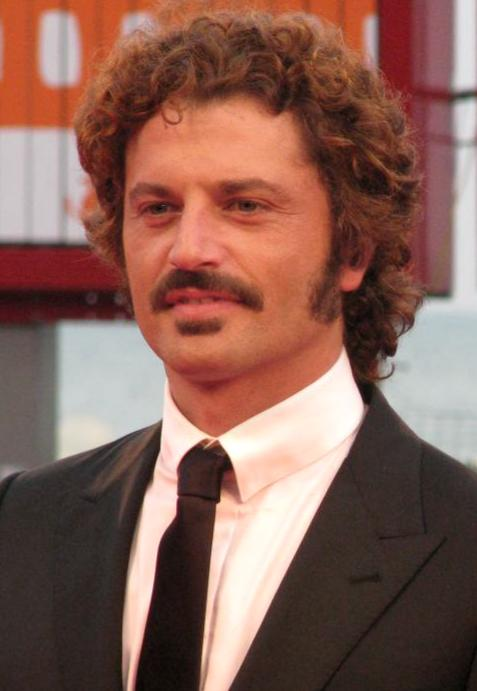
Guido Caprino interpreta Marco Bello
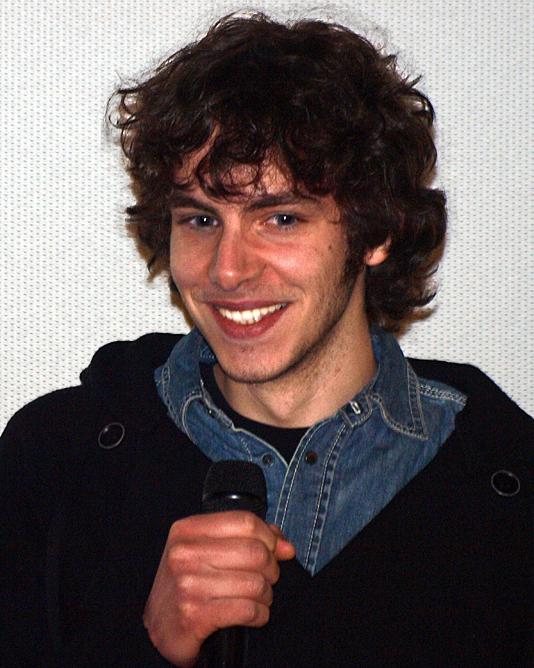
Alessandro Sperduti interpreta Piero il Gottoso
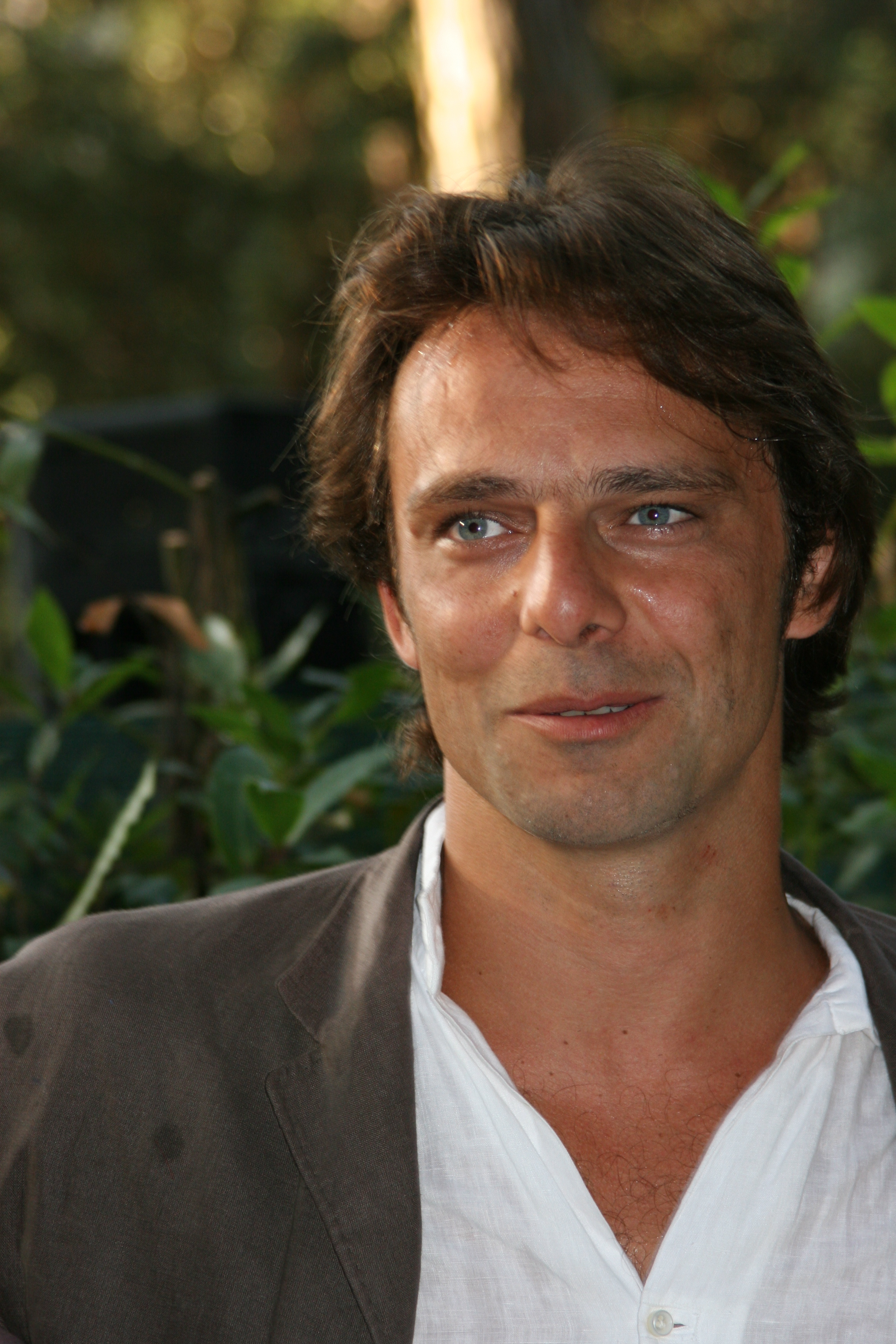
Alessandro Preziosi interpreta Filippo Brunelleschi
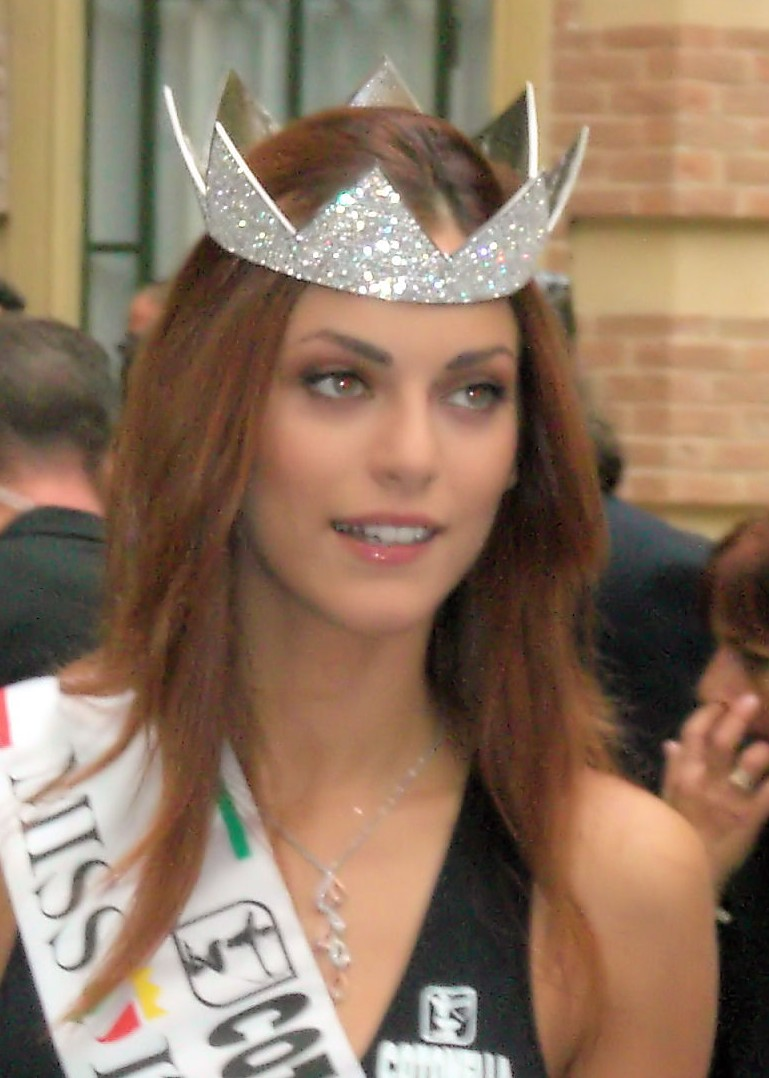
Miriam Leone interpreta Bianca
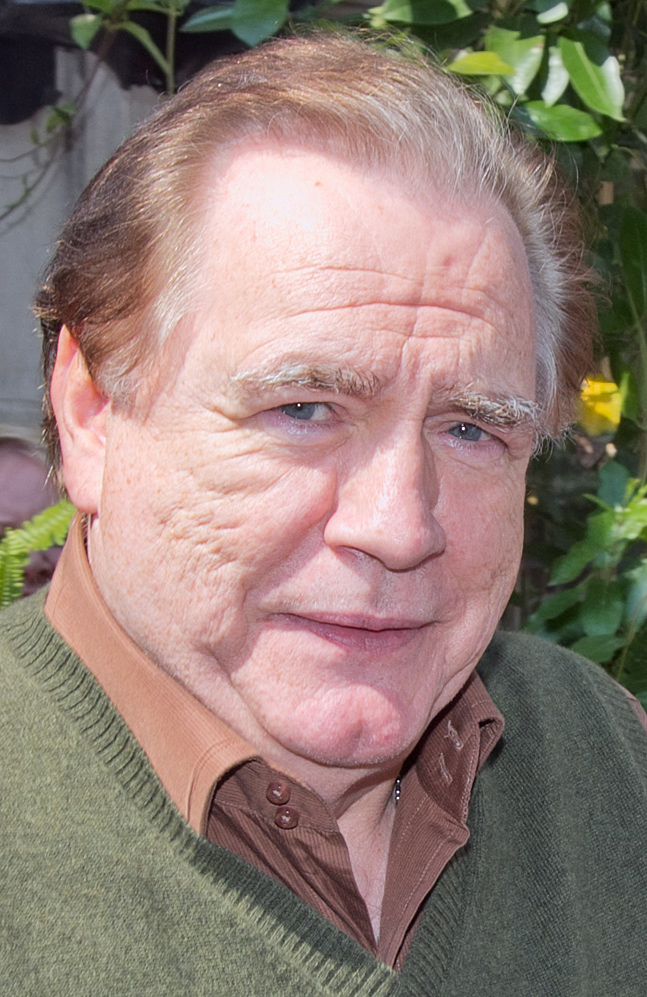
Brian Cox interpreta Bernardo Guadagni
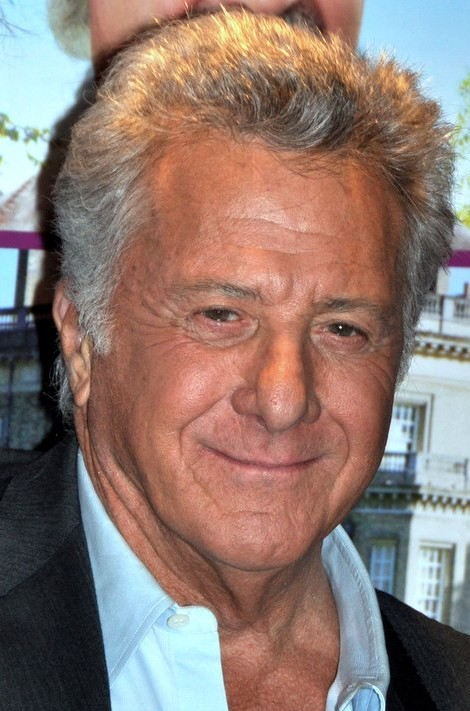
Dustin Hoffman interpreta Giovanni di Bicci de' Medici
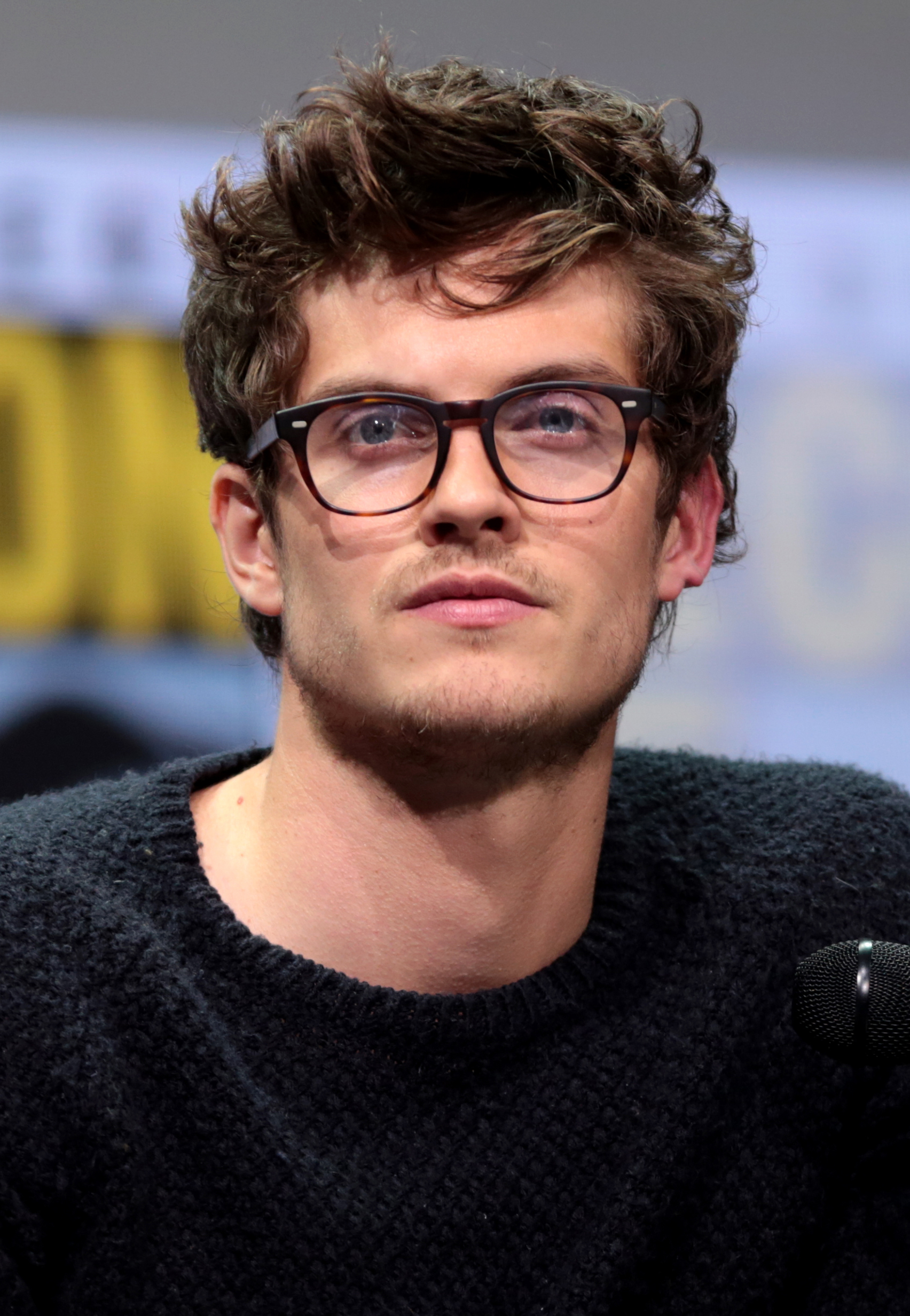
Daniel Sharman interpreta Lorenzo de' Medici
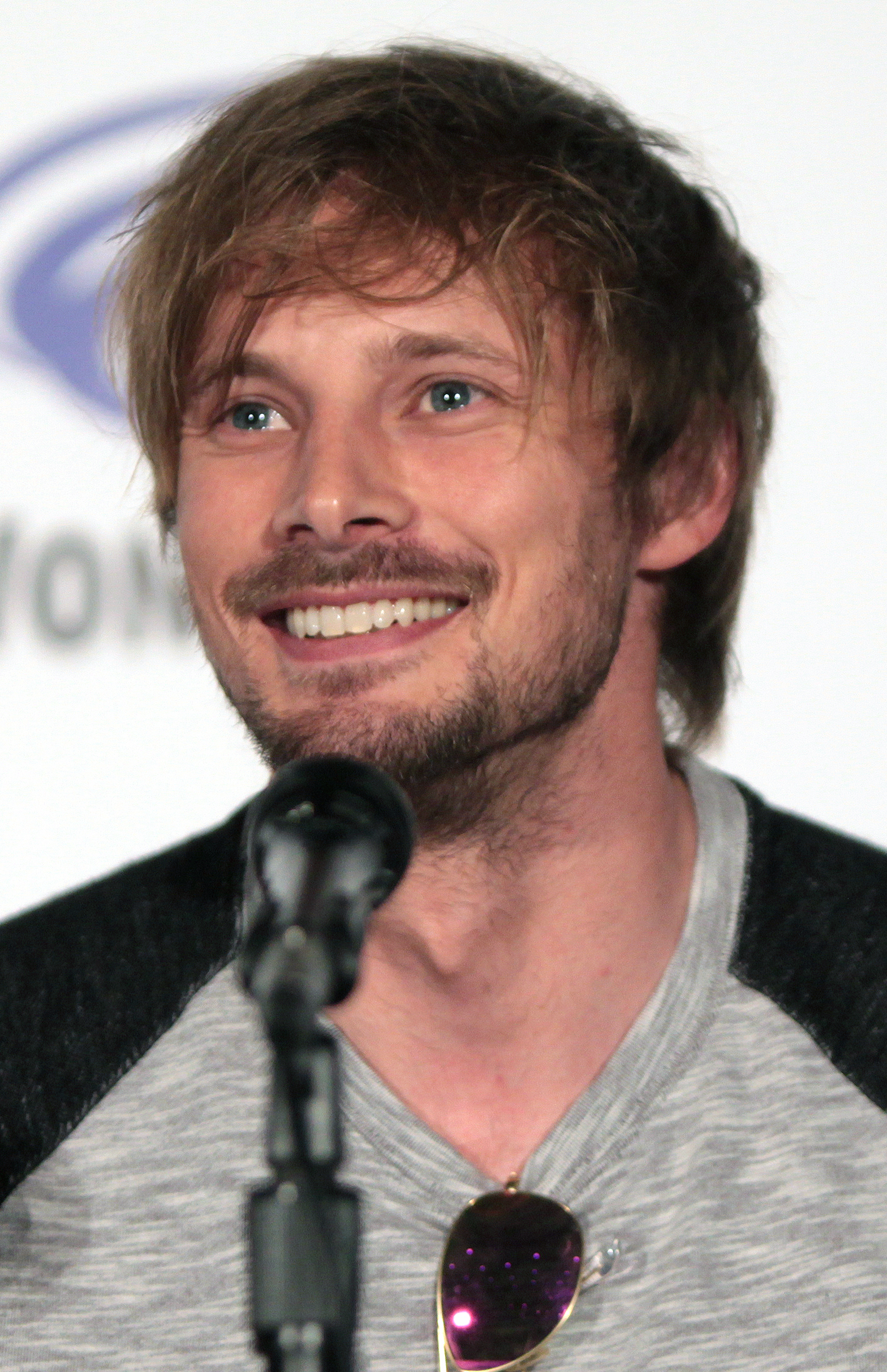
Bradley James interpreta Giuliano de' Medici
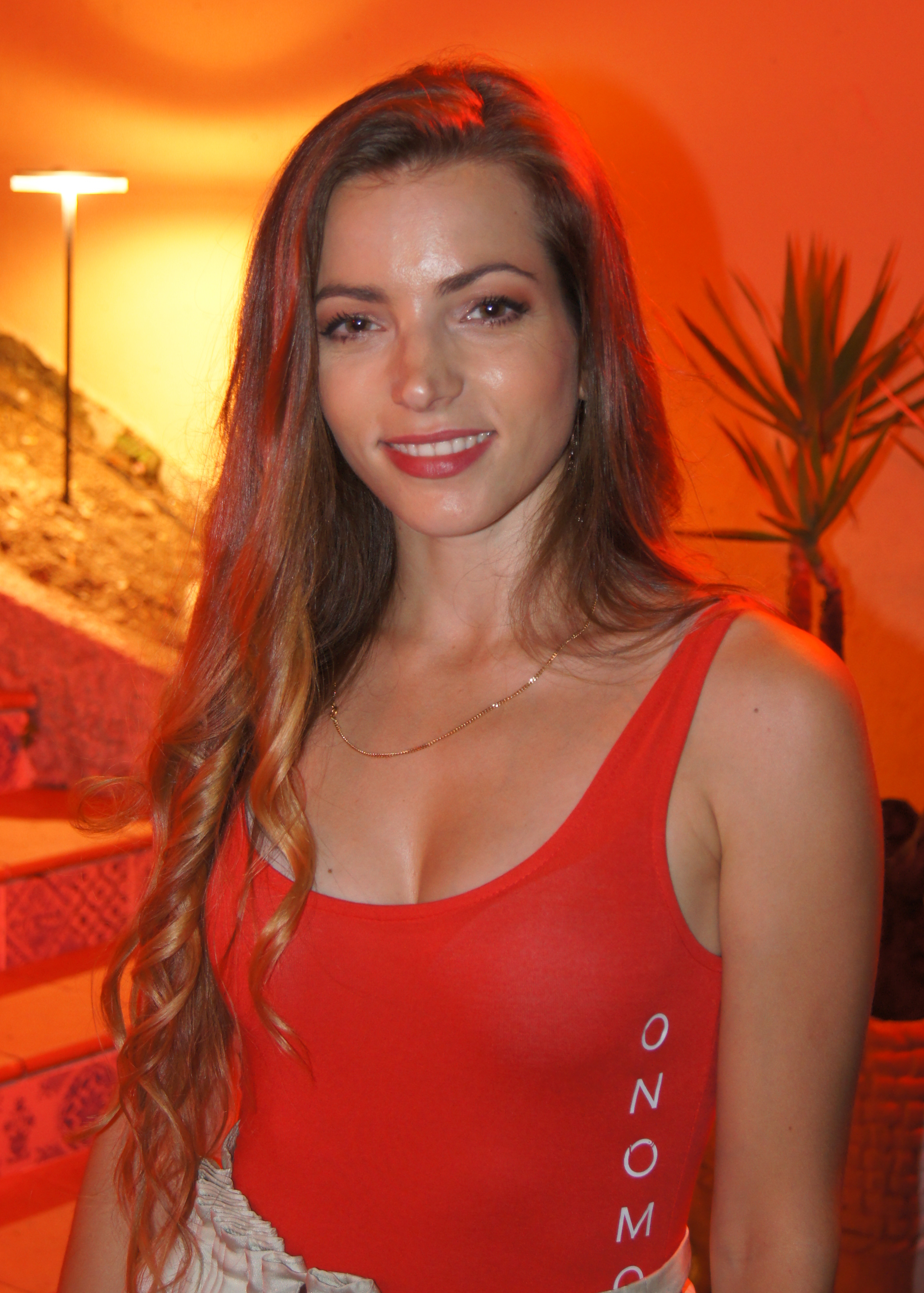
Aurora Ruffino interpreta Bianca de' Medici
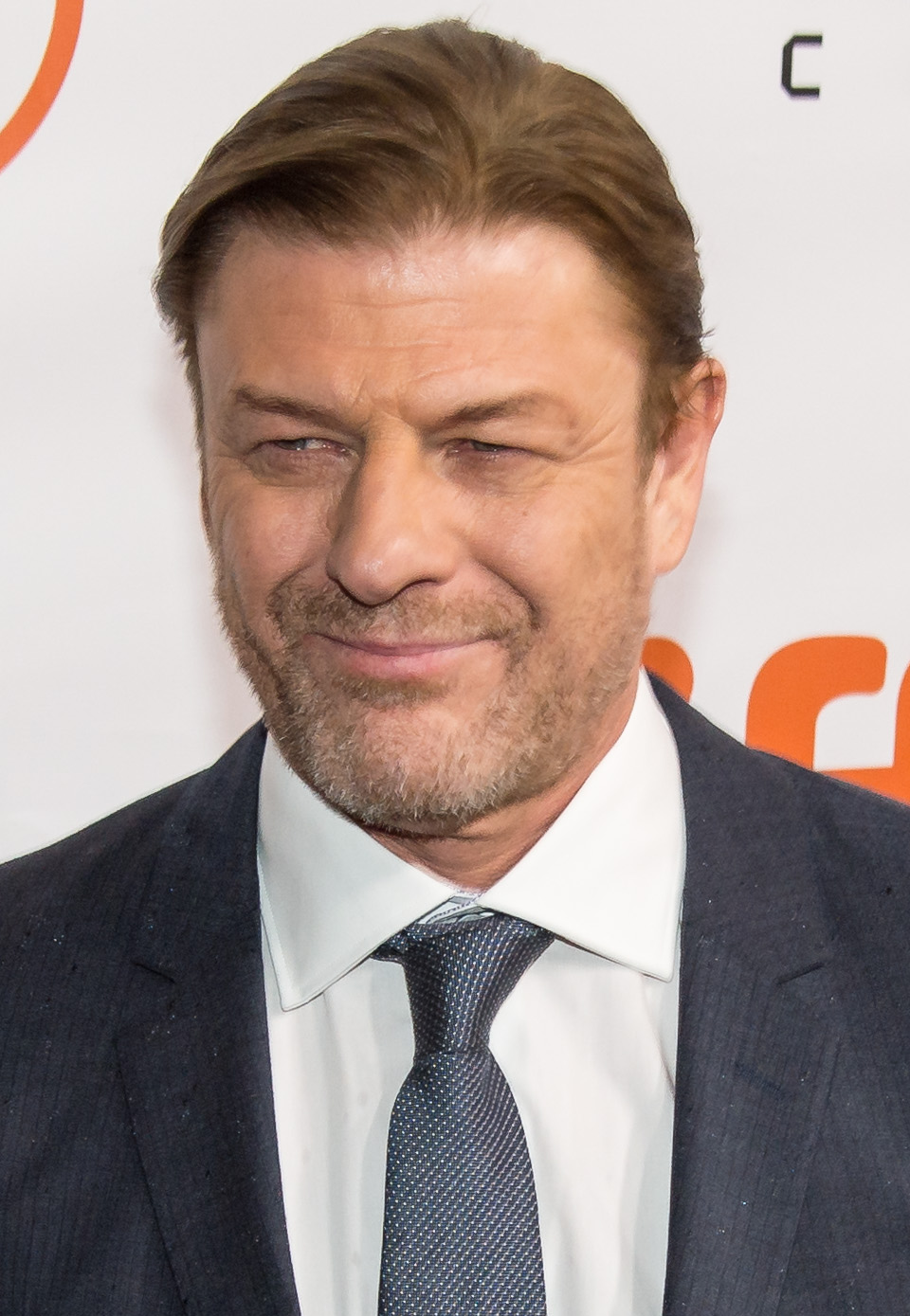
Sean Bean interpreta Jacopo de' Pazzi
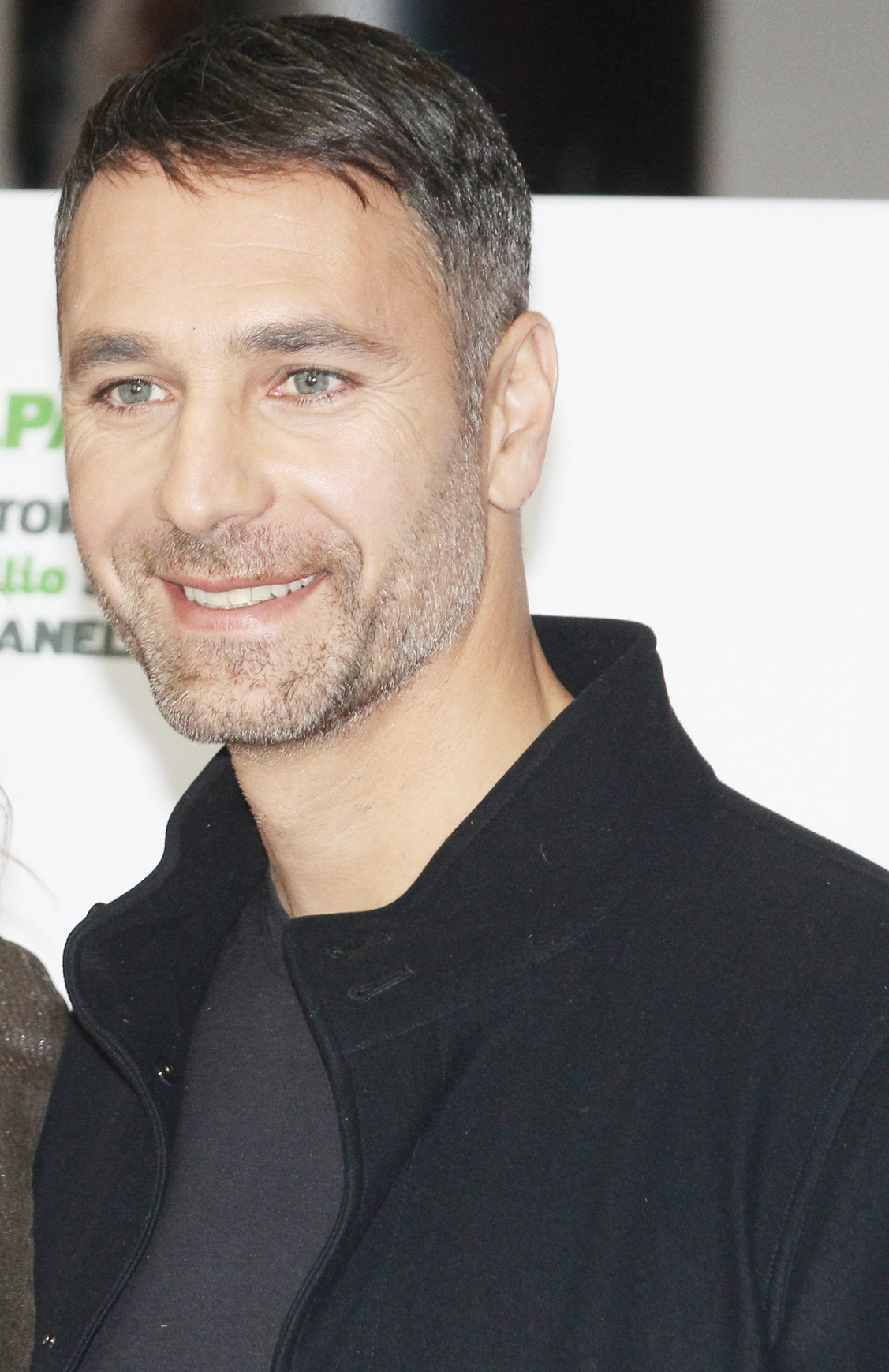
Raoul Bova interpreta Papa Sisto IV
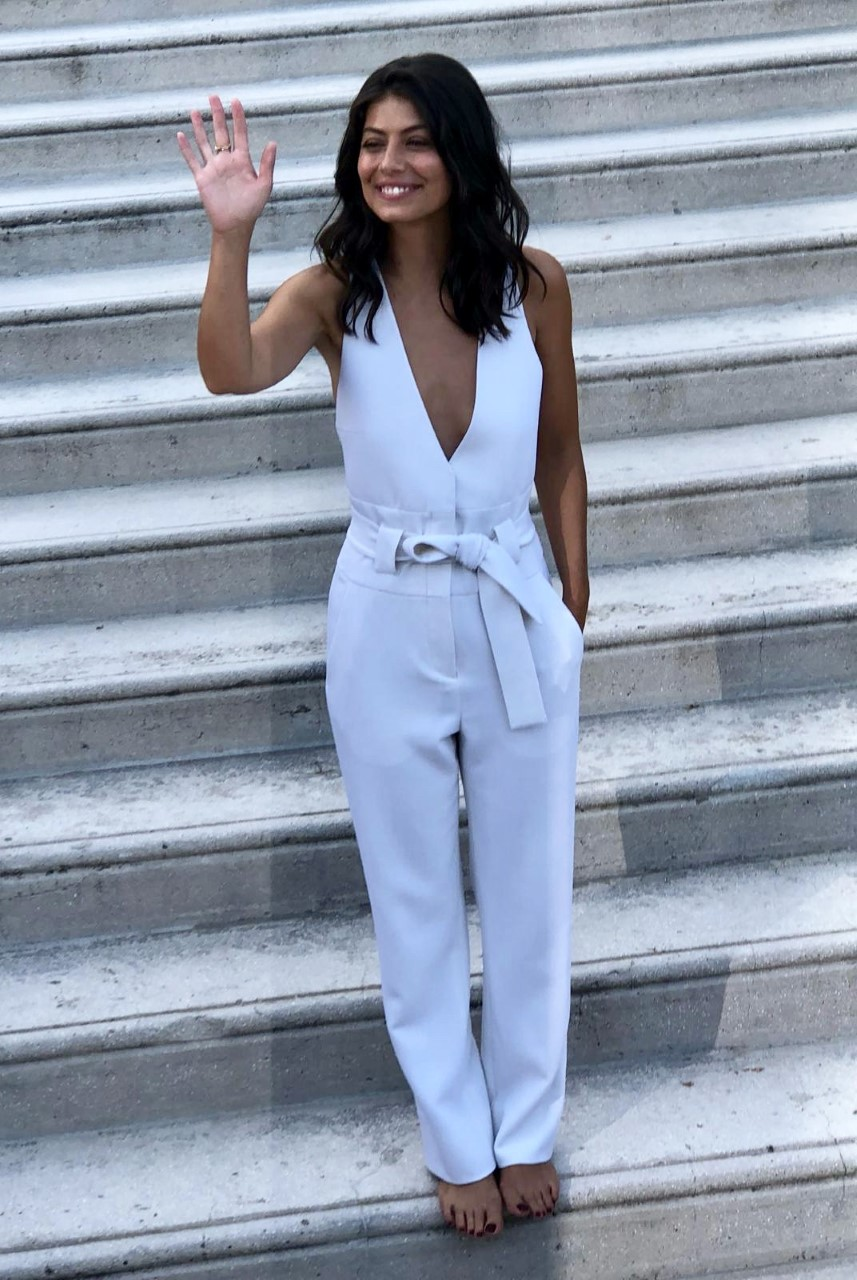
Alessandra Mastronardi interpreta Lucrezia Donati
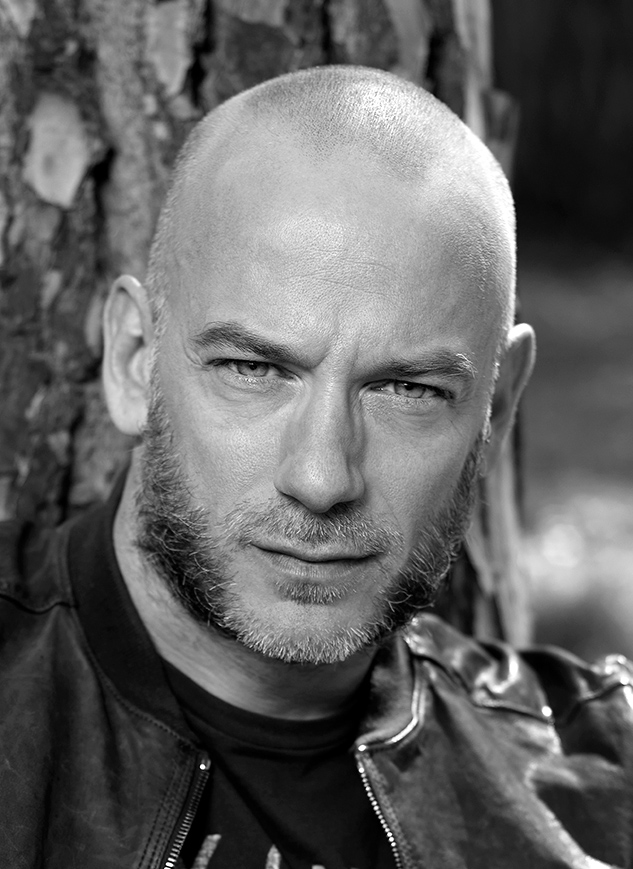
Filippo Nigro interpreta Luca Soderini

### Personaggi secondari
- Conte Alessandro de' Bardi (stagione 1), interpretato da David Bradley, doppiato in italiano da Franco Zucca.
Padre di Contessina e suocero di Cosimo.
- Papa Eugenio IV (stagione 1), interpretato da David Bamber, doppiato in italiano da Ennio Coltorti.
- Piccarda Bueri (stagione 1), interpretata da Frances Barber, doppiata in italiano da Emanuela Rossi.
Moglie di Giovanni e madre di Cosimo e Lorenzo. Donna molto autoritaria e severa con entrambi i suoi figli, muore a causa della peste nera, non prima di aver mostrato per la prima ed unica volta prima a Cosimo il suo essere in realtà orgogliosa di lui e l'affetto verso Lorenzo e il nipote Piero.
- Mastro Bredani (stagione 1), interpretato e doppiato in italiano da Fortunato Cerlino. Un mercante d'olio membro della signoria fiorentina.
- Maria Tarugi (stagione 1), interpretata e doppiata in italiano da Valentina Carnelutti.
Moglie di Sandro Tarugi membro della Signoria.
- Francesco Sforza (stagione 1), interpretato da Anthony Howell, doppiato in italiano da Stefano Alessandroni.
Comandante dell'esercito Visconti di Milano.
- Cardinale Baldassarre Cossa, interpretato da Steven Waddington, doppiato in italiano da Roberto Pedicini.
- Donatello (stagione 1), interpretato da Ben Starr, doppiato in italiano da Marco Vivio.
- Cardinale Orsini (stagione 1), interpretato e doppiato in italiano da Roberto Trifirò.
- Andreas di Cecco (stagione 1), interpretato e doppiato in italiano da Andrea Bruschi.
- Papa Martino V (stagione 1), interpretato da Andrea Tidona, doppiato in originale da Jeremy Nicholas e in italiano da se stesso.
- Cardinale Mosca (stagione 1), interpretato e doppiato in italiano da Fabrizio Matteini.
- Bertolo (stagione 1), interpretato e doppiato in italiano da Alessandro Piavani.
- Sanuto (stagione 1), interpretato e doppiato in italiano da Andrea Bosca.
- Francesco Foscari (stagione 1), interpretato da James Murray, doppiato in italiano da Stefano Benassi.
Doge di Venezia.
- Jacopo Foscari (stagione 1), interpretato e doppiato in italiano da Andrea Fachinetti.
Figlio di Francesco Foscari.
- Ezio Contarini (stagione 1), interpretato da David Sturzaker, doppiato in italiano da Francesco Pezzulli.
Amico d'infanzia di Contessina e suo primo amore. Si scopre che lui e Contessina erano sinceramente innamorati e sognavano di vivere insieme, per questo organizzarono una fuga che però saltò dopo il fidanzamento e matrimonio combinato di lei, che non se la sentì di arrecare al padre un grande dolore. Si rincontrano dopo molti anni a Firenze mentre Cosimo è in esilio ed Ezio cerca di star vicino a Contessina aiutandola contro i pregiudizi e le provocazioni degli altri nobili fiorentini. Ezio è ancora innamorato di lei e le ripropone di scappare insieme per poter finalmente vivere felici, ma il senso del dovere e di lealtà di Contessina verso la sua famiglia prevale e questo porta Ezio a rispettare molto la donna, quindi i due si separarano nuovamente, pur conservando un bel ricordo del loro legame.
- Massimo Contarini (stagione 1), interpretato da Roberto Accornero, doppiato in originale da Peter Gaynor e in italiano da se stesso.
Fratello di Ezio Contarini.
- Bruno Aquilani (stagione 1), interpretato da Douglas Dean, doppiato in italiano da Marco Gargiulo.
- Mario de' Medici (stagione 1), interpretato da Lorenzo Balducci, doppiato in originale da David Shannon e in italiano da se stesso.
Cugino di Cosimo e Lorenzo.
- Federigo Malavolti (stagione 1), interpretato da Giorgio Caputo, doppiato in originale da Jack Boylan e in italiano da se stesso.
Carceriere di Cosimo.
- Sandro Tarugi (stagione 1), interpretato e doppiato in italiano da Andy Luotto.
- Francesco Salviati (stagione 2), interpretato da Jacob Fortune-Lloyd, doppiato in italiano da Marco Vivio. Cugino dei Pazzi ben inserito nella Curia, viene nominato arcivescovo di Pisa da Papa Sisto IV. È uno dei responsabili della Congiura dei Pazzi che risulterà fallimentare dato che Lorenzo riuscirà a salvarsi, a impedire la presa del potere da parte dei Pazzi e a fare impiccare i traditori tra cui lo stesso Salviati.
- Guglielmo de' Pazzi (stagione 2) interpretato da Charlie Vickers, doppiato in italiano da Emanuele Ruzza.
Nipote di Jacopo de' Pazzi e marito di Bianca de' Medici, sorella del Magnifico, della quale è sinceramente innamorato. La coppia verrà esiliata in seguito alla Congiura.
- Roberto Cavalcanti (stagione 2), interpretato da Alan Cappelli Goetz, doppiato in originale da Hugh O' Connor e in italiano da se stesso. 
Amico fedele dei Medici.
- Guido Cavalcanti (stagione 2), interpretato da Michele Balducci, doppiato in originale da Jack Boylan e in italiano da se stesso. 
Amico fedele dei Medici.
- Marco Vespucci (stagione 2), interpretato da Alessio Vassallo, doppiato in originale da Gavin Drea e in italiano da se stesso. 
Messere dapprima fedele ai Medici e poi ai Pazzi dopo aver saputo da Francesco della relazione tra Giuliano e sua moglie Simonetta. Insieme a Francesco ucciderà Giuliano per poi fuggire dopo il fallimento della congiura. Alla fine verrà impiccato.
- Simonetta Vespucci (stagione 2), interpretata e doppiata in italiano da Matilda Lutz
Moglie di Marco Vespucci. È una bellissima donna cordiale e decisa, che diviene musa ispiratrice delle opere di Sandro Botticelli e in seguito viene sfacciatamente sedotta da Giuliano, infatuato follemente di lei e dopo una iniziale titubanza Simonetta finisce con il ricambiare l'amore di Giuliano e i due diventano amanti. Rinnegata dal marito, venuto a conoscenza della relazione da Francesco de' Pazzi, muore di tisi non prima di rivedere l'amato Giuliano che le rimane accanto fino all'ultimo respiro. La morte della donna farà cadere Giuliano in un profondo stato di depressione e smarrimento.
- Bastiano Soderini (stagioni 2-3), interpretato e doppiato in italiano da Jacopo Olmo Antinori. 
Dopo l'uccisione del padre appoggerà Lorenzo e lo aiuterà il giorno della Congiura chiamando i Cavalcanti a difendere il Palazzo dei Priori. Nella terza stagione è membro prima dei Priori e poi dei Dieci.
- Francesco Nori (stagione 2), interpretato e doppiato in italiano da Beniamino Brogi. 
Amico di Lorenzo, morirà nella sagrestia del Duomo durante la Congiura dopo essere stato accoltellato da Vespucci.
- Niccolò Ardinghelli (stagioni 2-3), interpretato da Pietro Ragusa, doppiato in originale da Simon Paisley Day e in italiano da se stesso. 
Mercante e membro della Signoria fedele ai Medici nonché marito di Lucrezia Donati. Dopo la Congiura cambia schieramento unendosi a Spinelli contro Lorenzo.
- Francesco Tommasi (stagione 3), interpretato da Denis Ravagli. Artista
- Cesare Petrucci (stagioni 2-3), interpretato da David Brandon, doppiato in italiano da Roberto Fidecaro. 
Gonfaloniere di Giustizia vicino ai Medici.
- Angelo Poliziano (stagioni 2-3), interpretato da Jack Bannon, doppiato in italiano da Federico Viola. 
Poeta amico dei Medici e maestro dei figli di Lorenzo.
- Galeazzo Maria Sforza (stagione 2), interpretato da Tam Mutu, doppiato in italiano da Stefano Thermes. 
Duca di Milano alleato dei Medici e ucciso da tre nobili nella Basilica di Santo Stefano Maggiore.
- Bona di Savoia (stagione 2), interpretata da Miriam Dalmazio, doppiata in originale da Remie Purtill Clarke e in italiano da se stessa. 
Moglie di Galeazzo Sforza.
- Lorenzo da bambino (stagione 2), interpretato da Sam Taylor Buck. 
 Lorenzo da bambino era molto amico di Francesco ma Jacopo li aveva separati.
- Papa Paolo II (stagione 2), interpretato da Manuel Cauchi. Papa avverso ai Medici. Alla sua morte gli succede Sisto IV.
- Latino Orsini (stagioni 2-3), interpretato da Bruce McGuire. 
Cardinale vicino al Papa e zio di Clarice, moglie di Lorenzo. Nella terza stagione appoggerà però Raffaele Riario nella candidatura a nuovo Papa tradendo le aspettative della nipote.
- Stefano Maffei (stagione 2), interpretato da Stefano Benassi, doppiato in originale da Jo Dow e in italiano da se stesso. 
Priore di Volterra vicino ai Medici, verrà ucciso davanti agli occhi del figlio Antonio.
- Antonio Maffei da Volterra (stagione 2), interpretato da Brando Pacitto, doppiato in originale da Liam Heslin e in italiano da se stesso. 
Chierico e notaio Papale, odia i Medici che avevano messo a sacco Volterra e prenderà parte alla Congiura ma non riuscirà ad uccidere Lorenzo, il quale lo farà impiccare.
- Gentile de' Becchi (stagione 2), interpretato e doppiato in italiano da Osvaldo Alzari. 
Vescovo e precettore di Lorenzo, viene proposto come arcivescovo di Pisa ma Sisto IV sceglie Salviati.
- Andrea Foscari (stagione 2), interpretato da Maurizio Lombardi, doppiato in originale da Simon Paisley Day e in italiano da se stesso. 
Nobile veneziano che cura le trattative tra Lorenzo e il Doge nonché suocero di Francesco Pazzi.
- Novella Foscari (stagione 2), interpretata da Francesca Del Fa, doppiata in originale da Amy Stephenson e in italiano da se stessa. 
Moglie di Francesco Pazzi e da questo cacciata perché ritenuta una spia di Lorenzo.
- Maria (stagione 2), interpretata da Simona Caparrini, doppiata in originale da Sharon Coade e in italiano da se stessa. 
L'ostetrica.
- Federico da Montefeltro (stagione 2), interpretato da Andrei Claude. 
Condottiero che, insieme a Luca Soderini e Giuliano de' Medici, metterà a sacco Volterra.
- Caterina Sforza (stagioni 2-3), interpretata e doppiata in italiano da Nicole Brugnoli (stagione 2) e interpretata da Rose Williams e doppiata in italiano da Federica De Bortoli (stagione 3).
Figlia illegittima di Galeazzo nonché moglie di Girolamo Riario e quindi signora di Imola e contessa di Forlì. Tradirà suo marito, possessivo con lei, consegnandolo nelle mani di Lorenzo che finalmente avrà modo di vendicare la morte del fratello.
- Giuliano Della Rovere (stagione 2), interpretato da Paudge Behan.
Cardinale condottiero e nipote di Sisto IV, verrà fermato da Lorenzo dall'attaccare Città di Castello.
- Niccolò Vitelli (stagione 2), interpretato e doppiato in italiano da Matt Pratesi.
Signore di Città di Castello salvato da Lorenzo dall'attacco dell'armata di Della Rovere.
- Giovanni Andrea Lampugnani (stagione 2), interpretato da Kyle Portman.
Uno degli assassini di Galeazzo Sforza.
- Gian Galeazzo Maria Sforza (stagioni 2-3), interpretato e doppiato in italiano da Max Cruciani (stagione 2) e interpretato da Francesco Gheghi (stagione 3). 
Il giovane Duca, figlio di Galeazzo e Bona di Savoia, è affiancato dallo zio reggente Ludovico il Moro e rafforza l'alleanza con Firenze.
- Bernardo Bandini (stagione 2), interpretato e doppiato in italiano da Robin Mugnaini.
Mercante che prenderà parte alla Congiura non riuscendo ad uccidere Lorenzo, il quale lo farà impiccare.
- Raffaele Riario (stagioni 2-3), interpretato e doppiato in italiano da Francesco di Raimondo (stagione 2); interpretato da Loris De Luna e doppiato in originale da Jamie O'Neill (stagione 3).
Altro cardinale nipote di Sisto IV, si ritroverà coinvolto indirettamente nella Congiura celebrando la messa nel Duomo. Liberato da Lorenzo, viene supportato da Girolamo Riario per essere eletto Papa ma a spuntarla sarà Giovanni Battista Cybo, sostenuto dai Medici.
- Scalpellino fedele ai Medici (stagione 2), interpretato e doppiato in italiano da Vincenzo Tanassi.
Si rifiuta di sfondare la porta del Palazzo dei Priori con un ariete rimanendo fedele a Lorenzo.
- Giacomo Spinelli (stagione 3), interpretato da Giorgio Marchesi, doppiato in originale da Dermot Magennis e in italiano da se stesso.
Priore che come Ardinghelli è avverso a Lorenzo.
- Fioretta Gorini (stagione 3), interpretata da Chiara Baschetti.
Amante di Giuliano de' Medici e madre di Giulio, verrà uccisa da Ricci, il braccio destro di Girolamo Riario.
- Vanni (stagione 3), interpretato da Raniero Monaco di Lapio.
È la guardia del corpo personale di Lorenzo.
- Ricci (stagione 3), interpretato da David Brooks.
Assassino di Fioretta Gorini, è il braccio destro di Girolamo Riario insieme al quale viene ucciso fuori da Castel Sant'Angelo.
- Alfonso II di Napoli (stagione 3), interpretato da Marco Foschi e doppiato in originale da Frank Blake.
Figlio di Ferrante, re di Napoli, e marito di Ippolita Sforza, marcia su Firenze insieme a Girolamo Riario.
- Guiscardi (stagione 3), interpretato da Marco Palvetti e doppiato in originale da Laurence O' Fuarain.
È un mercenario che con i suoi soldati verrà assoldato da Lorenzo per combattere contro Riario. Vendutosi al nemico, verrà poi ricontattato da Lorenzo per uccidere Savonarola ma l'agguato in piazza fallirà.
- Ferdinando I di Napoli (stagione 3), interpretato da Ray Stevenson.
Re Ferrante è alleato di Sisto IV e Girolamo Riario ma Lorenzo lo convincerà a schierarsi con lui.
- Ippolita Maria Sforza (stagione 3), interpretata da Gaia Weiss e doppiata in italiano da Claudia Catani.
Moglie di Alfonso d’Aragona, è una vecchia fiamma di Lorenzo; il suocero vorrebbe sfruttarla per ottenere informazioni sui piani di Lorenzo.
- Enrico d'Aragona (stagione 3), interpretato da Daniele La Leggia.
Figlio prediletto di Ferrante, muore a Otranto nel tentativo di difendere il regno da un attacco ottomano.
- Alessi (stagione 3), interpretato da Giampiero Judica.
Direttore della filiare napoletana del Banco Medici che accoglie Lorenzo arrivo a Napoli.
- Domenico (stagione 3), interpretato da Guido Roncalli.
È l'assistente di Ippolita Sforza.
- Sassetti (stagione 3), interpretato da Giuseppe Gandini e doppiato in originale da Gerard Lee.
È un collaboratore di Lucrezia Tornabuoni.
- Fra Quintino (stagione 3), interpretato da Gualtiero Burzi.
È un amico e collaboratore di Girolamo Savonarola.
- Niccolò Machiavelli (stagione 3), interpretato da Vincenzo Crea.
Braccio destro di Bruno Bernardi, scappa con Guiscardi dopo il fallito agguato a Savonarola in piazza.
- Soriano (stagione 3), interpretato da Antonio Zavatteri.
Messere ferrarese che nasconde Tommaso Peruzzi nella sua casa; verrà ucciso insieme ai famigliari dagli uomini di Riario nel bosco fuori dalla città.
- Ludovico il Moro (stagione 3), interpretato da Daniele Pecci.
Reggente di suo nipote Gian Galeazzo, Duca di Milano, mostra a Lorenzo la catapulta, nuova invenzione del genio Leonardo da Vinci.
- Papa Innocenzo VIII (stagione 3), interpretato e doppiato in italiano da Neri Marcorè.
 Viene fatto eleggere grazie al sostegno dei Medici avendo la meglio su Raffaele Riario ma successivamente si dimostrerà alquanto ostile a Lorenzo.
- Leonardo da Vinci (stagione 3), interpretato da Stephen Hagan.
Artista che entra a far parte della cerchia di Lorenzo; inventa la catapulta che il Medici usa contro le mura di Sarzana.
- Bianco (stagione 3), interpretato da Elia Schilton.
Cardinale convinto da Clarice a votare per Cybo nel conclave.
- Battista (stagione 3), interpretato da Mattia Sbragia.
È il padre di Bruno e Guido Battista.
- Guido Battista (stagione 3), interpretato da Emmett Scanlan.
Gonfaloniere di Sarzana, è il fratello di Bruno Bernardi, consigliere di Lorenzo scappato dalla città ligure anni prima.
- Anna (stagione 3), interpretata da Lidia Vitale.
È la mendicante che vede cadere Peruzzi dalla finestra di casa sua. Si rivolge a Lorenzo per raccontare ciò che ha visto ma questo non vuole ascoltarla e la liquida frettolosamente. Durante una celebrazione chiede perdono e consegna a Savonarola il denaro datole da Lorenzo per tacere.
- Piero de' Medici (stagione 3), interpretato da Louis Partridge.
Primogenito di Lorenzo e Clarice e loro erede alla guida della Signoria.
- Giovanni de' Medici (stagione 3), interpretato da William Franklyn-Miller.
Secondogenito di Lorenzo e Clarice, vorrebbe diventare un artista, ma viene mandato a Roma per intraprendere la carriera ecclesiastica e in seguito diventerà Papa.
- Giulio de' Medici (stagione 3), interpretato da Jacob Dudman.
Figlio del defunto Giuliano de' Medici, nato dalla relazione di quest'ultimo con Fioretta Gorini. Segue il cugino Giovanni a Roma perché desidera prendere i voti e indossare l'abito talare; entrambi diventeranno Papi anni dopo.
- Maddalena de' Medici (stagione 3), interpretata da Grace O'Leary.
Figlia di Lorenzo e Clarice, viene promessa sposa a Franceschetto Cybo, figlio di Papa Innocenzo VIII, in cambio della nomina a cardinale di suo fratello Giovanni.
- Franceschetto Cybo (stagione 3), interpretato da Nicolò Galasso.
Figlio di Papa Innocenzo VIII, sa solo chiedere soldi al padre e viene sistemato con un matrimonio combinato con Maddalena de' Medici.
- Michelangelo Buonarroti (stagione 3), interpretato da Ettore Bernabei.
Altro artista della cerchia di Lorenzo che in quel periodo sta lavorando alla Battaglia dei centauri disperandosi per lo scempio compiuto dai seguaci di Savonarola.

## Produzione

### Riprese
Le riprese della prima serie, partite il 30 settembre 2015 a Firenze durarono 18 settimane. Il budget messo a disposizione per la prima serie, assieme alla RAI, fu di circa 25 milioni di dollari. La pre-produzione partì all'inizio del 2015 dalla Big Light Productions, che in collaborazione alla Rai Fiction diretta da Eleonora Andreatta, diede il via alla fase di casting. L'ufficializzazione del cast venne resa nota nel settembre 2015.
Le riprese della serie si sono svolte prevalentemente tra Lazio e Toscana. A Firenze all'interno di sedi storiche come Palazzo Vecchio, Basilica di San Lorenzo, Palazzo del Bargello, Battistero, Duomo di Firenze; a Roma a Ponte Milvio e a Palazzo della Cancelleria; in provincia di Roma a Tolfa al Castello di Rota, al Castello di Santa Severa a Santa Severa e a Villa Parisi a Monte Porzio Catone; a Bracciano nel Castello Orsini-Odescalchi (in cui è ricreata la cittadina di Volterra); a Tivoli a Villa Adriana e Villa d'Este; a Caprarola (Viterbo) a Palazzo Farnese; a Pistoia in Piazza del Duomo; a Montepulciano in Piazza Grande (serie 1-2); in Val d'Orcia a San Quirico d'Orcia nella Cappella della Madonna di Vitaleta, Bagno Vignoni e Pienza (serie 1-3) a Palazzo Piccolomini (usato come Palazzo Medici) e nel Palazzo Comunale (usato come Banco dei Medici); a Castelfiorentino al Castello di Oliveto (terza stagione); a Volterra in Piazza dei Priori (terza stagione).
Infine alcune scene vennero girate in Lombardia e in Umbria. In una scena in cui Lorenzo si reca a Milano per parlare col duca Galeazzo Maria Sforza venne creato un mix di diversi monumenti lombardi unendo la Porta Imperiale di Sabbioneta (in realtà edificata in epoca posteriore rispetto alla data in cui si rievoca nella scena), con sullo sfondo il Castello di San Giorgio di Mantova per rievocare un ipotetico quattrocentesco Castello Sforzesco di Milano, rimaneggiato negli ultimi secoli. Per la Chiesa di Santo Stefano di Milano venne usata la Rotonda di San Lorenzo di Mantova e come Sala del Trono del Papa venne impiegata la Sala del Manto del Palazzo Ducale, sempre a Mantova. Sabbioneta compare in un'altra scena con la Porta Vittoria per sostituire la Porta Nuova di Pisa. In altre scene, come la veduta nella stanza da letto di Lorenzo il Magnifico, troviamo l'affresco Prudenza e Giustizia con sei savi antichi, custodito nel Collegio del Cambio a Perugia.

## Distribuzione
Il primo spot della serie venne mandato in onda il 1º luglio 2016 sulle reti Rai, con esordio previsto per il 18 ottobre su Rai 1, mentre alcuni giorni dopo la serie venne presentata al MipTV a Cannes tra le 10 migliori serie internazionali. Il 14 ottobre 2016 fu proiettato, a Firenze e in anteprima mondiale, il primo episodio della serie, alla presenza della Lux Vide, del cast e della cantante Skin.
I Medici ha esordito in prima visione mondiale il 18 ottobre 2016 su Rai 1, venendo anche trasmessa in 4K HDR sul canale Rai 4K della piattaforma satellitare gratuita Tivùsat. Gli otto episodi vennero trasmessi in quattro serate, fino all'8 novembre 2016.
Negli Stati Uniti, nel Regno Unito, in Canada e in India, la serie venne diffusa da Netflix il 9 dicembre 2016.
Ancor prima di andare in onda, la serie fu venduta in Nuova Zelanda, Francia, Israele, Giappone, USA, Canada, India e Australia.

### Edizione italiana
L'edizione italiana della serie venne curata da Lux Vide con la collaborazione della Rai; mentre il doppiaggio italiano e la sonorizzazione, invece, sono stati eseguiti dalla CDC Sefit Group sotto la direzione di Francesco Pezzulli e con l'adattamento dei dialoghi da parte di Valerio Piccolo.

## Accoglienza

### Critica

#### Prima stagione
La prima stagione ha ricevuto, visto il grande numero di inesattezze storiche, critiche contrastanti: Aldo Grasso, de Il corriere della Sera, ha dato un giudizio tutto sommato positivo, visto che "l’intento, spesso raggiunto, è quello di rendere avvincente una storia che può godere di uno degli scenari più belli del mondo. Ogni tanto, però, si cade nel didascalico e l’uso eccessivo del flashback a volte rompe la linearità della storia, a volte rompe, e basta". Wired.it, d'altra parte, ha criticato le interpretazioni, gli effetti visivi e il doppiaggio. La serie fu stroncata invece dal critico d'arte Philippe Daverio, il quale ha criticato aspramente le libertà narrative della serie, "poiché non è permesso falsificare la storia. (...) Esiste una funzione didattica di chi ha la responsabilità culturale che non è permesso tradire. È una sconfitta della cultura".
Rotten Tomatoes dà alla prima stagione il 83% di gradimento del pubblico.

#### Seconda stagione
La seconda stagione de I Medici vede contrapposte due famiglie: i Medici e i Pazzi.
La critica ha elogiato in particolare l'interpretazione di Matteo Martari e di Sean Bean, rispettivamente nei panni di Francesco e Jacopo Pazzi, due personaggi complessi, tormentati e soli. Convincenti anche Daniel Sharman e Bradley James che hanno rivestito i panni di Lorenzo e Giuliano de' Medici. È stato apprezzato maggiormente l'intreccio narrativo avvincente, soprattutto per la buona rappresentazione della Congiura dei Pazzi e la morte di Giuliano de Medici. Criticate invece la messinscena e qualità della scrittura.
Rotten Tomatoes dà alla seconda stagione il 75% di gradimento del pubblico.

#### Terza stagione
La terza stagione rivolge più attenzione alla vita politica di Lorenzo il Magnifico, tuttavia la critica ha dato giudizi contrastanti a causa della messinscena, la scrittura di trama e personaggi confezionati in un intreccio poco omogeneo e non troppo avvincente ed infine l'uso di un linguaggio popolare molto acerbo e poco nobile.
Rotten Tomatoes dà alla terza stagione il 69% di gradimento del pubblico.

## Inesattezze storiche
Diversi storici si sono espressi in maniera critica riguardo alla ricostruzione storica, tra cui Franco Cardini, che commentò infatti su Repubblica:
(Franco Cardini, su Repubblica, giovedì 20 ottobre 2016.)
Allo stesso modo, il critico d'arte Philippe Daverio dichiarò:
Tra i moltissimi errori e anacronismi riscontrati, i più rilevanti sono i seguenti:
- Giovanni di Bicci de' Medici non morì avvelenato, bensì di vecchiaia il 20 febbraio 1429, all'età di 69 anni.[48][49]
- Cosimo de' Medici ebbe due figli, ossia Piero e Giovanni, tuttavia nella serie c'è solo Piero e non si fa menzione del secondogenito Giovanni.[50]
- La figura di Lorenzo il Vecchio, fratello minore di Cosimo e anch'esso banchiere, è presentata in modo erroneo: appare come scapolo e senza figli, mentre nella realtà si sposò nel 1416 ed ebbe due figli da Ginevra Cavalcanti. Anche la sua morte è stata romanzata, infatti non fu ucciso a tradimento nelle carceri della Signoria, bensì morì per causa naturale nel 1440, nella Villa medicea di Careggi.[48]
- Rinaldo degli Albizzi, acerrimo nemico dei Medici, non venne ucciso con il figlio in un'imboscata dai soldati mercenari (come accade nella serie), bensì morì durante l'esilio ad Ancona, nel 1442.[46][51][52]
- Nel salone dei Cinquecento, a Palazzo Vecchio, è presente l'affresco intitolato La presa di Siena: questo, in realtà, verrà realizzato da Giorgio Vasari solo anni dopo, tra il 1554 e il 1560.[44][45][46][50]
- La facciata della cattedrale di Santa Maria del Fiore, che nella serie appare quasi ultimata, venne interamente realizzata solo alla fine del XIX secolo. Un altro errore riguarda la Basilica di Santa Maria della Salute di Venezia, che compare nelle scene della città durante l'esilio di Cosimo, ma in realtà è un'opera di Baldassare Longhena, risalente al XVII secolo.[44][45][46][50]
- Nella sigla di apertura appare anche una veduta della città con la cupola della Cappella dei principi o il Corridoio vasariano, anch'essi inesistenti all'epoca in cui sono ambientati i fatti.[44][45][46][50]
- Il fervente impegno politico e familiare di Contessina de' Bardi è frutto della fantasia degli autori: non fu lei a battersi per la commutazione della condanna a morte del marito esiliato, fu anzi quest'ultimo a conquistarsi con furbizia la fiducia di coloro che lo richiamarono a Firenze a distanza d'un solo anno.[51] Nella realtà, Contessina si rifugiò nella Villa medicea di Cafaggiolo, nel Mugello, prima di tornare in città insieme al marito nel 1434.[52]
- In un episodio si vede il duca di Milano Galeazzo Maria Sforza che viene assassinato da tre uomini ignoti, nella basilica di Santo Stefano Maggiore, di fronte solamente alla moglie e al figlio. In realtà, l'assassinio avvenne per mano di tre nobili (Giovanni Andrea Lampugnani, Girolamo Olgiati e Carlo Visconti) durante la messa di Santo Stefano del 26 dicembre 1476, celebrata nella stessa basilica, in presenza d'una numerosa folla.[50]
- Nella serie TV, i seguaci di Girolamo Savonarola gettano armi infuocate dall'interno del cortile del Palazzo Medici Riccardi (che fu la principale dimora della famiglia Medici per almeno due secoli), provocando un incendio, tuttavia non ci sono testimonianze storiche in merito a tale avvenimento. L'unica fonte ad oggi rinvenuta riguarda un incendio doloso che colpì la Villa medicea di Careggi, ma l'evento risale al 1529, quindi molti anni dopo rispetto a quand'è ambientata la serie.[53]
- Al momento del fidanzamento con Franceschetto, Maddalena aveva quattordici anni, quindi non era una bambina come mostrato nella serie. Un'altra inesattezza riguarda il fatto che non v'è alcuna menzione del matrimonio tra Piero de' Medici e Alfonsina Orsini, unione fortemente voluta da Clarice.[53]
- Nel penultimo episodio della serie, Clarice muore per afflizione, da cui viene colta appena scopre che suo marito Lorenzo era il principale responsabile della morte di Tommaso Peruzzi; ovviamente, Lorenzo presenzia sia al capezzale sia al funerale della consorte, inoltre la serie TV lascia intendere che i due coniugi decedano a pochi giorni o settimane di distanza tra loro, dato che nell'ultimo episodio muore anche il Magnifico. Nella realtà, Clarice Orsini combatté la tubercolosi per anni e trascorse l'ultimo periodo della sua vita nella Villa Medicea di Cafaggiolo, dove morì il 30 luglio 1488 (quattro anni prima della scomparsa del marito, che spirò l'8 aprile 1492) a causa della succitata malattia; in quel momento, al suo fianco era presente sua figlia Maddalena (ormai sposata e tornata appositamente in Toscana da Roma), in quanto Lorenzo era intanto alle terme per curare la gotta e, di conseguenza, non poté presenziare al capezzale della moglie, né al suo funerale.[53]
- Nell'ultimo episodio della serie, in seguito alla morte di Clarice, Bianca ritorna a Firenze per presenziare al funerale della cognata e per prendersi cura del fratello Lorenzo, ormai gravemente malato (infatti la nobildonna, mentre era in esilio, era stata informata delle pessime condizioni di salute del Magnifico proprio da Clarice, mediante alcune lettere missive). Un evento analogo accadde anche nella realtà, con l'unica differenza che Bianca de' Medici non fu presente al funerale di Clarice Orsini, in quanto il suo ritorno in città avvenne soltanto dopo le esequie.[53]
- La barba non era assolutamente di moda in quegli anni, infatti né Cosimo né Lorenzo né altri personaggi storici la portavano.[44][46][52]